# Evert Kroon
Evert Gerrit Kroon (Hilversum, 9 september 1946 – Hollandsche Rading, 2 april 2018) was een Nederlands waterpolospeler.

## Loopbaan
Kroon speelde onder andere voor Ed Hardy – HZC De Robben. Hij wordt beschouwd als een van de beste Nederlandse waterpolokeepers ooit en gold midden jaren 70 als de beste van de wereld. Kroon kwam 182 maal uit voor de Nederlandse waterpoloploeg en nam driemaal deel aan de Olympische Spelen: in 1968, 1972, en in 1976. Op deze laatste Spelen haalde het Nederlands team een bronzen medaille. In 1968 en 1972 werd beide keren een zevende plek behaald. 
Na de Olympische overwinning van de Nederlandse ploeg op die van de Sovjet-Unie in 1976 omschreef de Russische coach Evert Kroon als "een octopus met armen die van doelpaal tot doelpaal reiken."
Na zijn sportloopbaan had Kroon een sportzaak. Hij overleed in 2018 op 71-jarige leeftijd.
Bart Bongers · 
Fred van Dorp · 
Loet Geutjes · 
André Hermsen · 
Wim Hermsen · 
Hans Hoogveld · 
Evert Kroon · 
Ad Moolhuijzen · 
Hans Parrel · 
Nico van der Voet · 
Feike de Vries · 
Hans Wouda
Mart Bras · 
Ton Buunk · 
Wim Hermsen · 
Hans Hoogveld · 
Evert Kroon · 
Hans Parrel · 
Wim van de Schilde · 
Ton Schmidt · 
Gijze Stroboer · 
Jan Evert Veer · 
Hans Wouda
Alex Boegschoten · 
Ton Buunk · 
Andy Hoepelman · 
Evert Kroon · 
Nico Landeweerd · 
Hans Smits · 
Gijze Stroboer · 
Rik Toonen · 
Jan Evert Veer · 
Hans van Zeeland · 
Piet de Zwarte · 
Ivo Trumbić (Bondscoach)